# Baitu, Jiangxi
Baitu är en köping i Kina. Den ligger i provinsen Jiangxi, i den sydöstra delen av landet, omkring 54 kilometer söder om provinshuvudstaden Nanchang. Antalet invånare är 39 772. Befolkningen består av 18 708 kvinnor och 21 064 män. Barn under 15 år utgör 23,0 %, vuxna 15-64 år 68 %, och äldre över 65 år 7,0 %.
Runt Baitu är det tätbefolkat, med 459 invånare per kvadratkilometer. Närmaste större samhälle är Xiaogang, 12,6 km väster om Baitu. Trakten runt Baitu består till största delen av jordbruksmark.
Genomsnittlig årsnederbörd är 2 304 millimeter. Den regnigaste månaden är juni, med i genomsnitt 441 mm nederbörd, och den torraste är oktober, med 23 mm nederbörd.